# Galina Breżniewa
Galina Leonidowna Breżniewa (ros. Гали́на Леони́довна Бре́жнева; ur. 18 kwietnia 1929 w Jekaterynburgu; zm. 30 czerwca 1998 we wsi Dobrynicha w obwodzie moskiewskim) – córka sekretarza generalnego KC KPZR Leonida Breżniewa. Sławę zyskała dzięki swojemu ekscentrycznemu charakterowi i umiłowania do przepychu. Skandale z nią związane były szeroko omawiane w społeczeństwie, ale nigdy w mediach.